# آلیس (فیلم ۱۹۹۰)
آلیس (انگلیسی: Alice) فیلمی در ژانر کمدی رمانتیک و فانتزی به کارگردانی وودی آلن است که در سال ۱۹۹۰ منتشر شد.

## بازیگران
- میا فارو
- جو مانتگنا
- ویلیام هرت
- بلایث دانر
- الک بالدوین
- جودی دیویس
- برنادت پیترز
- سیبل شفرد
- روبن بارتلت
- هالند تیلور
- الی مک‌فرسن
- گوئن وردن